# Mom and Dad
Mom and Dad és una pel·lícula dels Estats Units dirigida per William Beaudine i estrenada el 1945. Des del 2005, el film és inscrit al National Film Registry.

## Argument
Mom and Dad explica la història de Joan Blake (Juny Carlson), una jove que s'enamora del pilot (Bob Lowell). Després, se'n va al llit amb ell. La noia demana "informació sobre higiene sexual" a la seva mare Sarah Blake (Lois Austin); tanmateix, la mare s'hi nega perquè no estan casats. La noia més tard s'assabenta pel seu pare Dan Blake (George Eldredge) que el pilot ha mort en un accident.
Trenca una carta que li havia escrit.
La pel·lícula continua en el punt que la noia descobreix que la seva roba ja no li cap, quedant en un estat de desesperació. Demana consell al seu professor, Carl Blackburn (Hardie Albright), que havia acomiadat prèviament per introduir l'educació sexual en les classes. Blackburn culpa la seva mare del problema, i l'acusa de "negligir l'obligació sagrada de dir la veritat als seus fills." Només llavors la noia és capaç d'enfrontar-se amb la seva mare.

## Repartiment
- June Carlson: Joan Blake
- Lois Austin: Sarah Blake
- George Eldredge: Dan Blake
- Jimmy Clark: Dave Blake
- Hardie Albright: Carl Blackburn
- Bob Lowell: Jack Griffith
- Willa Pearl Curtis: Junella
- Jimmy Zahner: Allen Curtis
- Jane Isbell: Mary Lou Gardner
- Robert Filmer: Supt;. McMann
- Forrest Taylor: Dr. John D. Ashley
- John Hamilton: Dr. Burnell
- Virginia Vane: Virginia Van